# Pont de Wagram

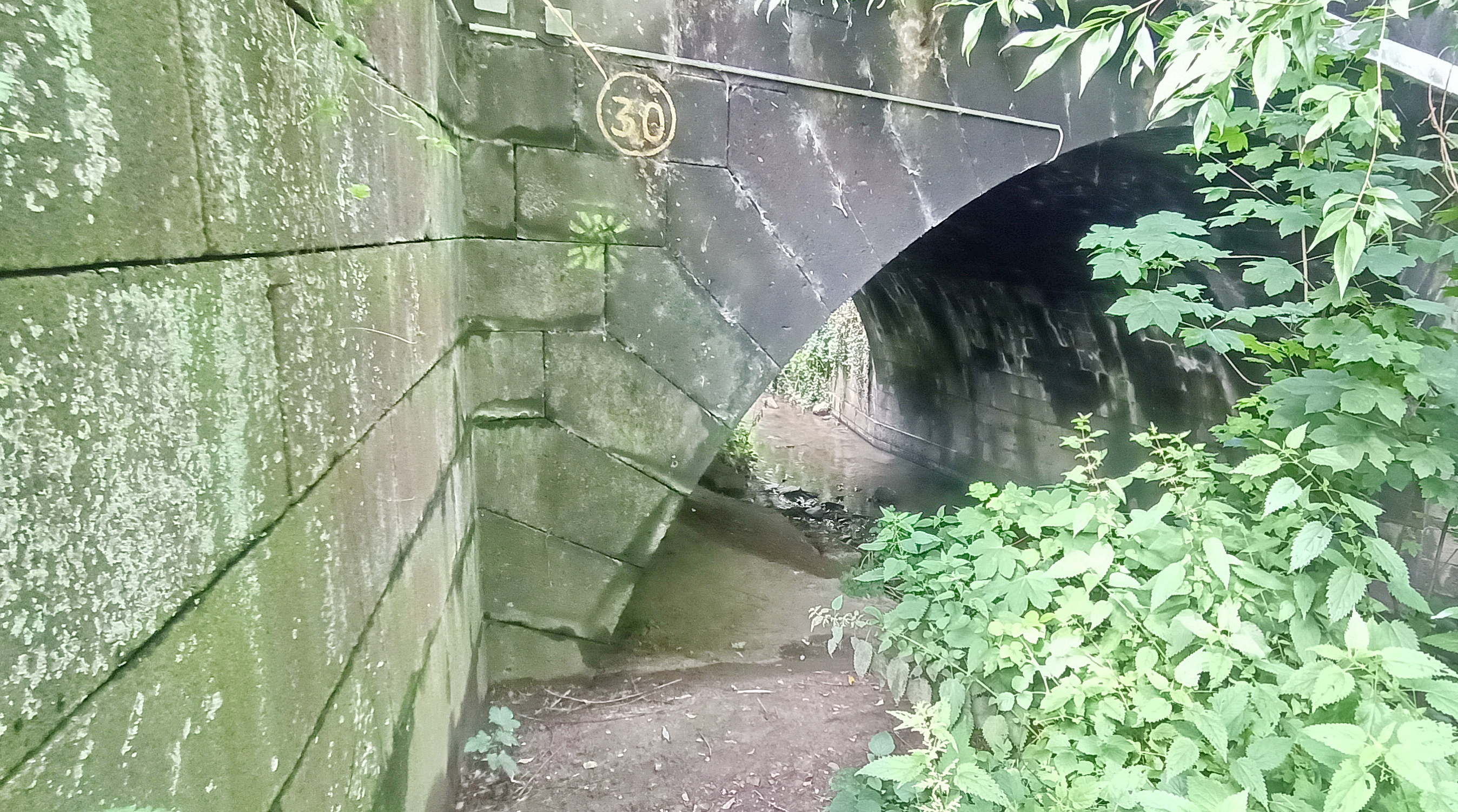
Brücke "Pont de Wagram", Juli 2021

Pont de Wagram ist eine Brücke aus der napoleonischen Zeit über den Vinxtbach in Nähe seiner Mündung in den Rhein, am südlichen Ortseingang von Bad Breisig im Landkreis Ahrweiler in Rheinland-Pfalz.

## Bau der Brücke

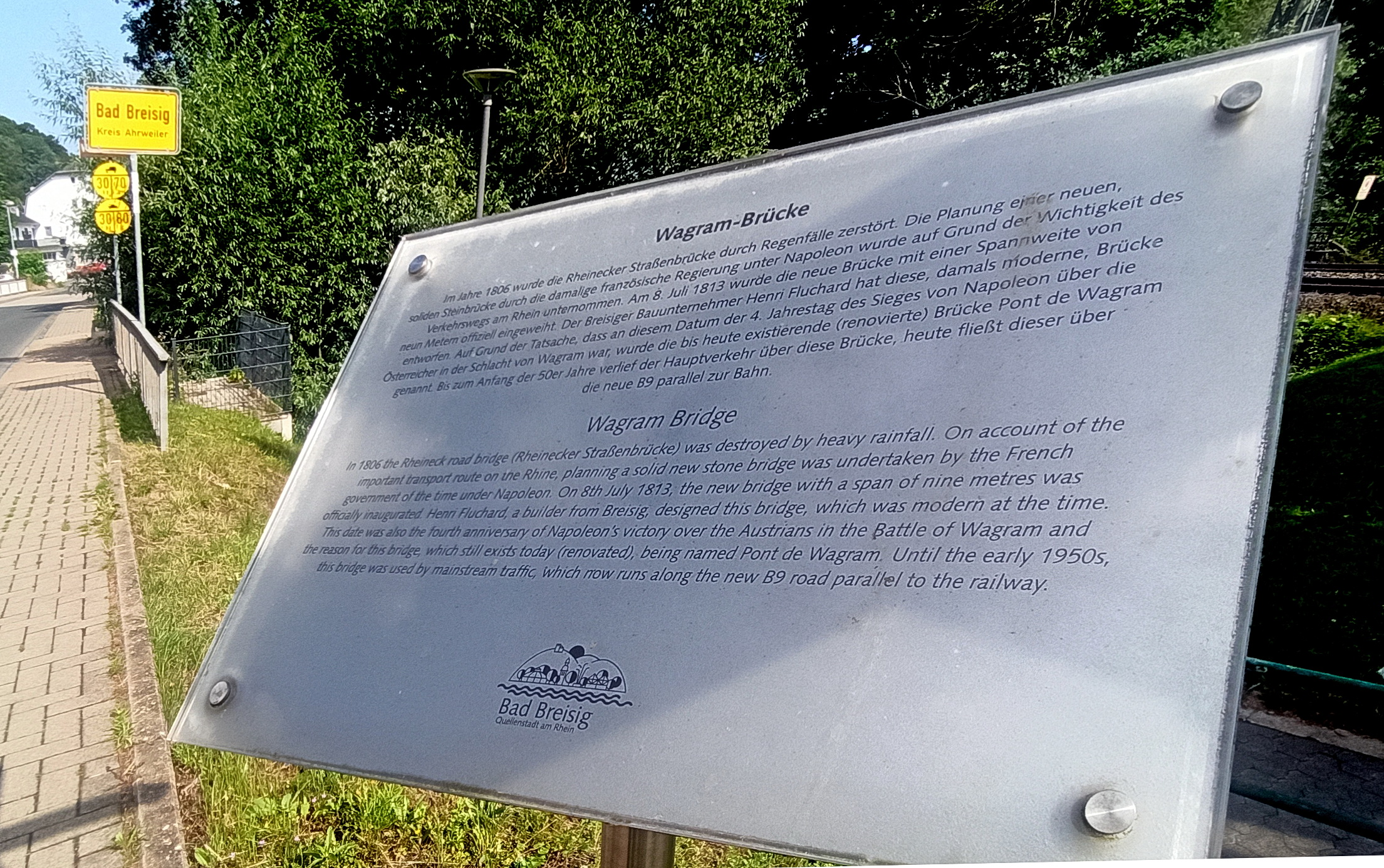
Pont de Wagram, Infotafel

Am 21. Juli 1806 gab es in der Osteifel sehr heftige Regengüsse, die unter anderem zu einem starken Anstieg des Vinxtbaches und zur völligen Zerstörung der damaligen Straßenbrücke in Mündungsnähe führten.
Die dann daneben errichtete Holz-Behelfsbrücke über den Vinxtbach erwies sich schnell als besonders für Wagen ungeeignet. Unfälle waren die Folge.
Der damalige Maire (Bürgermeister) Kaifenheim von Niederbreisig (heute Bad Breisig) schrieb am 17. Juli 1808 einen Brief an den Präfekten des Departements Rhein-Mosel in Koblenz und ersuchte ihn um den Bau einer neuen Brücke. Zu dieser Zeit befanden sich die Territorien westlich des Mittelrheins in Folge der Revolutionskriege unter französischer Verwaltung; eben in diesem Departement Rhin-Moselle (Rhein-Mosel).
Das Gesuch des Bürgermeisters wurde angenommen und der Bau einer neuen Brücke beschlossen. In den alten Dokumenten steht dazu: « Brücke in Mauerwerk aus behauenen Steinen mit 9 Metern Spannweite zur Überbrückung des Rheinecker Thalbaches zwischen Breisig und Brohl an der großen Straße 2. Ordnung Nr. 51 von Nimwegen nach Basel ». Die französischen Ingenieure beschlossen ebenfalls, die Straße zu verbreitern, das Bett des Vinxtbaches 50 bis 60 Meter nach Süden zu verlegen und den Mündungsbereich zu begradigen. Dies sollte dem wachsenden Verkehr gerecht werden, aber hatte bestimmt auch militärische Gründe. Den Bauauftrag erhielt der Straßen-Bauunternehmer Henri Fluchard, der aus Herve im belgischen Wallonien stammte. Die Gesamtkosten des Bauwerks wurden mit 38797 Franken und 49 Centimes errechnet. Eine Liste mit allen Details befindet sich heute noch im Landesarchiv Koblenz.
Dort sind auch die damaligen Besitzer der Grundstücke aufgeführt, die wegen der Verlegung des Baches und der Straßenverbreiterung aufgekauft werden mussten. Dabei fällt auf, dass die Vornamen der Personen zu dieser Zeit « französisiert » waren: Philippe Morchausen, Chretien Reifferscheid, Jean Heß, Antoine Adams, Mathieu Drümmer, André Ockenfels, Conrad Courp.

## Einweihung
Die offizielle Einweihung der neuen Brücke fand am 6. Juli 1813 (zwei Jahre nach Fertigstellung) statt. An diesem Tag wurde das Bauwerk durch den Maire (Bürgermeister) Kaifenheim und Pfarrer Peter Josef Thelen feierlich mit der lokalen Bevölkerung auf den Namen « Pont de Wagram » getauft, um somit dem vierten Jahrestag des Sieges Napoleons in der Schlacht bei Wagram gegen die Österreicher zu gedenken. An dieser Schlacht hatten zwei Niederbeisiger Bürger in napoleonischen Diensten teilgenommen: Johannes Zander und Philipp Keiffenheim; letzterer war in Napoleons Armee Offiziersbewerber und fiel Ende November 1812 beim Übergang über den Beresina-Fluss in Russland.

## Die Brücke im 20. und 21. Jahrhundert
Mehr als 140 Jahre lang hat die solide Brücke « Pont de Wagram » den linksrheinischen Straßenverkehr ohne Schaden getragen. Erst Anfang der 1950er Jahre wurde sie durch den Bau der neuen näher am Rhein verlaufenden Bundesstraße B9 und der dortigen neuen Brücke abgelöst.
Die historische Brücke wurde um 1980 restauriert und wird auch heute noch lokal genutzt und ermöglicht eine direkte Straßenverbindung von Bad Breisig über die Brunnenstraße ins Vinxtbachtal bzw. nach Brohl.
Zudem befindet sich das alte Bauwerk heute in unmittelbarer Nähe des Rheinradwegs (EuroVelo Route EV15).